# YOLO
Die umgangssprachliche Abkürzung YOLO [ˈjoʊ.loʊ] steht als Akronym für die englische Phrase „you only live once“ („du lebst nur einmal“) für die Vergänglichkeit (Vanitas) und ist eine Aufforderung, eine Chance zu nutzen und einfach Spaß zu haben, egal welchen Gefahren man sich aussetzt, welche Verbote man missachtet oder ob man Disziplin, Ordnung und Vernunft außer Acht lässt. Daneben ruft sie zu Risikobereitschaft und unkonventionellem Vorgehen auf und soll den Eindruck vermitteln, dass der Sprecher „die Lage im Griff habe“.
Während der Begriff in weiten Teilen der Bevölkerung unbekannt ist, ist er vor allem in jüngeren Altersgruppen bekannt und wird innerhalb dieser verwendet. Allerdings ist er nicht nur in Deutschland unter den Jugendlichen verbreitet, sondern fast weltweit unter der jüngeren Bevölkerung in Verwendung.
YOLO wird auch oft von Jugendlichen benutzt, nachdem sie etwas getan haben, das beispielsweise verboten oder gefährlich war. Sie sehen solche Aktionen als sogenannte „YOLO-Aktionen“ an, die für größeres Ansehen und Respekt sorgen.
YOLO wird oft mit dem lateinischen „carpe diem“ (deutsch: Nutze den Tag) verglichen und gleichgestellt, ist aber von etwas anderer Bedeutung. So verweist „carpe diem“ darauf, dass man in Bescheidenheit seinen Aufgaben nachkommt, um ein ruhiges Leben führen zu können und Erkenntnis zu erlangen. „YOLO“ kann demgegenüber, wie gesagt, geradezu als Aufforderung zur Unvernunft angesehen werden.
YOLO soll zum ersten Mal als Aufdruck auf einem T-Shirt aufgetreten sein, das der amerikanische Unternehmer Adam Mesh bei einem Gastauftritt in der Fernsehshow The Average 2004 trug. Zu einem Schlagwort der Jugendkultur wurde es aber vor allem durch den Hip-Hop-Song The Motto von Drake. Ungefähr seit Ende 2011 ist YOLO fester Bestandteil des Wortschatzes der Jugendsprache. Während viele Jugendliche häufig und gerne YOLO sagen, sind viele Erwachsene bereits genervt von diesem Ausdruck. So haben US-amerikanische Onlinemedien YOLO bereits als „das neueste Akronym, das Sie mit Vorliebe hassen werden“ und als „dumm“ bezeichnet.
2012 wurde YOLO in Deutschland noch vor FU! zum Jugendwort des Jahres gewählt.